# Avelina Lasso
María Avelina Lasso de la Vega y Ascázubi (Quito, 1879 - Quito, 1959), fue la esposa del presidente ecuatoriano Leónidas Plaza Gutiérrez, y como tal ostentó el dos veces el cargo de Primera dama de la nación, la primera por pocos meses tras su matrimonio en 1905, y la segunda entre 1912 y 1916.

## Biografía
Nació en la ciudad de Quito, en el seno de una de las familias mejor acomodadas de la clase terrateniente serrana. Su padre era José María Lasso de la Vega y Aguirre, y su madre Avelina de Ascázubi y Salinas. Era, por tanto, nieta por línea materna del expresidente Manuel de Ascázubi y Matheu, que le convertía además en descendiente directa de los marqueses de Maenza y condes de Puñonrostro. Su línea de ancestros le llevaba, además, a ser bisnieta del prócer independentista Juan de Salinas y Zenitagoya.
A inicios de 1905 contrajo nupcias con el general manabita Leónidas Plaza Gutiérrez, que entonces estaba por concluir su primer periodo al frente de la presidencia de la República. El matrimonio produce una alianza de los liberales con la clase terrateniente serrana, aunque con el tiempo su esposo se alejaría del radicalismo alfarista por una corriente más mesurada, que sus coidearios harían llamar placista.
Después de que Leónidas Plaza dejara la presidencia en agosto de 1905, la novel pareja se trasladó a la ciudad de Nueva York, donde fue nombrado embajador plenipotenciario de Ecuador. Allí nacería el primero de sus hijos, antes de su retorno al país en 1912, para el segundo periodo del general al frente del Gobierno.
A lo largo de los años, los Plaza-Lasso construyeron varias mansiones y palacetes en la ciudad de Quito, mismos que habitaron en diferentes épocas y hoy son considerados bienes patrimoniales de la capital ecuatoriana. De su amplia herencia paterna, Avelina poseía, además, extensas tierras agrícolas en varias provincias de la sierra norte del país, una de ellas la afamada Hacienda Zuleta, en la provincia de Imbabura.

### Descendencia
La unión entre Avelina Lasso de la Vega y Leónidas Plaza Gutiérrez engendró ocho hijos, a saber:
- Galo Plaza Lasso (1906-1987), presidente de Ecuador entre 1948 y 1952. Casado con Rosario Pallares Zaldumbide, con descendencia:
  - Elsa Plaza Pallares, casada con Ricardo Crespo.
  - Luz Avelina Plaza Pallares, casada con Manuel Polanco.
  - Rosario Plaza Pallares, casada con Patricio Álvarez.
  - Galo Plaza Pallares, casado con María del Rosario Gómez de la Torre.
  - Marcela Plaza Pallares, casada con Mario Zambrano.
  - Diana Plaza Pallares, casada con Álvaro Ponce.
- Leónidas Plaza Lasso, teniente coronel del ejército ecuatoriano. Casado con Susana Larrea y Freile, con descendencia:
  - Susana Plaza Larrea, casada con Mauricio Correa.
  - Carmen Plaza Larrea, casada con Lisímaco Guzmán.
- José María Plaza Lasso. Casado con Mignon Sommers, con descendencia:
  - Mignon Plaza Sommers, casada con José Parra.
  - Leónidas Plaza Sommers, casado en primeras nupcias con Francesca Braggioti, nuevamente con Liliana Febres Cordero.
- María Plaza Lasso.
- Elsa Plaza Lasso.
- Gloria Plaza Lasso. Casada con Alfonso Moscoso, con descendencia:
  - Alfonso Moscoso Plaza, casado con Amparo Gómez de la Torre.
  - Gloria Avelina Moscoso Plaza, casada con Mauricio Pérez.
  - Alegría Moscoso Plaza, casada con David Gallagher.
  - Xavier Moscoso Plaza, casado con Pilar Larramendi.
  - Bernardo Moscoso Plaza, casado con Nuria Crulla.
- Avelina Plaza Lasso.
- Alegría Plaza Lasso. Casada con Carlos Bustamante, sin descendencia.

## Honores póstumos
En su honor, el Estado ecuatoriano nombró una escuela primaria en la ciudad de Quito. Además, la familia ha bautizado como Avelina a más de una propiedad rural de las docenas que posee en el país.